# Базош сир Оен
Базош сир Оен (фр. Bazoches-sur-Hoëne) насеље је и општина у северној Француској у региону Доња Нормандија, у департману Орн која припада префектури Мортањ о Перш.
По подацима из 2011. године у општини је живело 964 становника, а густина насељености је износила 44,96 становника/km². Општина се простире на површини од 21,44 km². Налази се на средњој надморској висини од 200 метара (максималној 278 m, а минималној 155 m).

## Демографија
| 1962. | 1968. | 1975. | 1982. | 1990. | 1999. | 2011. |
| ----- | ----- | ----- | ----- | ----- | ----- | ----- |
| 583   | 624   | 615   | 797   | 898   | 918   | 964   |

График промене броја становника у току последњих година